# Козенко Максим Максимович
Макси́м Макси́мович Козе́нко (1905 , Красногригорівка, Катеринославська губернія  — невідомо ) — український радянський діяч. Депутат Верховної Ради УРСР першого скликання (1940—1947).

## Біографія
Народився 1905 року в селянській родині в селі Красногригорівка, тепер смт Червоногригорівка, Нікопольський район Дніпропетровська область, Україна. Трудову діяльність розпочав чорноробом на марганцевих копальнях міста Нікополя. З 1923 року працював забійником шахти в Нікополі. У 1923 році вступив до комсомолу. У 1924—1925 роках — секретар комсомольського осередку шахти.
У 1925 році повернувся в рідне село Червоногригорівку, де працював на комсомольській роботі.
Член ВКП(б) з 1926 року.
Служив у Червоній армії, закінчив військову школу. Після демобілізації перебував на керівній комсомольській роботі в районах Кам'янеччини.
У 1936—1937 роках — інструктор Миколаївського міського комітету КП(б) України; 1-й секретар Ново-Василівського районного комітету КП(б) України Дніпропетровської області.
У 1937—1939 роках — 1-й секретар Покровського районного комітету КП(б) України Дніпропетровської області.
З 14 лютого по листопад 1939 року — 1-й заступник голови виконавчого комітету Дніпропетровської обласної ради депутатів трудящих. З вересня 1939 року працював у Станіславському воєводському Тимчасовому управлінні.
8 грудня 1939 — липень 1941 року — голова виконавчого комітету Станіславської обласної ради депутатів трудящих.
24 березня 1940 року обраний депутатом Верховної Ради УРСР першого скликання по Богородчанському виборчому округу № 363 Станіславської області.
З 1941 року — у Червоній армії. У 1941—1943 роках — начальник Оперативної групи при Військовій раді 37-ї армії. У 1943—1944 роках — уповноважений ЦК КП(б)У по партизанському з'єднанні імені Леніна в Станіславській області.
У серпні 1944 — лютому 1945 року — голова виконавчого комітету Станіславської обласної ради депутатів трудящих.
У 1945—1948 роках — 1-й секретар Балтського районного комітету КП(б) України Одеської області.
У 1948—1950 роках — директор Бендерського плодорозплідника Молдавської РСР. З 1950 року — майстер бетонно-розчинного вузла тресту «Цукробуд» Одеської області.

## Нагороди
- орден Трудового Червоного Прапора (23.01.1948)
- орден «Знак Пошани» (7.02.1939)
- медалі